# خالد شهاب
خالد شهاب (1892 - 1978)، سياسي لبناني، تولّى رئاسة الوزراء في لبنان مرتين، إحداها خلال الانتداب. كما كان وزيراً قبل الاستقلال وبعده.
كان أيضًا عضوًا في مجلس النواب اللبناني لست دورات (من عام 1922 إلى عام 1939) خلال فترة الانتداب ممثلاً في الغالب عن الجنوب. شغل منصب رئيس مجلس النواب اللبناني من أكتوبر 1935 إلى يونيو 1937. في عام 1960، انتُخب نائبًا عن دائرة مرجعيون-حاصبيا الانتخابية لمدة 4 سنوات في عهد ابن عمه البعيد الرئيس فؤاد شهاب.

## حياتة السياسية

### رئاسه الوزراء
- من 21 مارس 1938 إلى 1 نوفمبر 1938 في عهد الرئيس إميل أده خلال الانتداب.
- من 30 سبتمبر 1952 إلى 30 أبريل 1953 في عهد الرئيس كميل شمعون.

### الوزارات التي تولاها
- وزير المالية من 5 مايو 1927 إلى 5 يناير 1928 في حكومة الرئيس بشارة الخوري في عهد شارل دباس خلال الانتداب.
- وزير العدلية من 21 مارس 1938 إلى 1 نوفمبر 1938 في حكومته في عهد الرئيس إميل أده خلال الانتداب.
- وزير التربية ووزير التجارة والصناعة ووزير البرق والبريد ووزير المالية ووزير الزراعة من 18 مارس 1943 إلى 21 يوليو 1943 في حكومة أيوب ثابت في عهد ألفرد جورج النقاش خلال الانتداب.
- وزير الأنباء ووزير الداخلية ووزير الدفاع الوطني ووزير العدلية ووزير الأشغال العامة ووزير الخارجية والمغتربين من 6 فبراير 1953 إلى 30 أبريل 1953 في حكومته في عهد كميل شمعون.

### الفترة النيابية
- نائب عن لواء لبنان الجنوبي خلال الانتداب في المجلس التمثيلي الأول من 1922 إلى 1924.
- نائب عن لبنان الجنوبي
  - خلال الانتداب في المجلس التمثيلي الثاني من 1925 إلى 1926.
  - خلال الانتداب في الدور التشريعي الأول من 1926 إلى 1929.
  - خلال الانتداب في الدور التشريعي الثاني من 1929 إلى 1932.
  - خلال الانتداب في الدور التشريعي الثالث من 1934 إلى 1937.
  - خلال الانتداب في الدور التشريعي الرابع من 1937 إلى 1939.
- نائب عن مرجعيون- حاصبيا في الدور التشريعي العاشر من 1960 إلى 1964.